# Аристократическая республика
Аристократическая республика — форма правления, при которой государственная власть находится в руках меньшинства, которое правит определённое время до следующих выборов.
Аристократия означает власть самых выдающихся членов общества. Причем критерии «выдающихся» могут образовывать подвиды аристократии:
- Плутократия — власть богатейших членов общества
- Милитократия — власть военных
- Теократия — власть религии
- власть философов — умнейших и достойных (по Платону).

Республика означает выборность и ограниченный срок власти. Противоположность монархии, когда власть передается по наследству, то есть новый правитель приходит лишь после смерти предыдущего.
В древней Спарте высшая государственная власть находилась в руках двух наследственных царей, избиравшейся народным голосованием герусии (совета старейшин) и эфоров — носителей контрольной власти. В Древнеримской республике (509—27 до н. э.) народ, то есть совокупность полноправных римских граждан, формально считался носителем верховной власти. Народные собрания (комисии) избирали должностных лиц, принимали законы, объявляли войну, утверждали или отвергали смертные приговоры, вынесенные гражданам. Правда, в действительности, высшим органом власти в Римской республике был аристократический по составу Сенат.
В аристократических республиках полномочия народных собраний были урезаны. Выборы имели фиктивный характер, должностные лица являлись ставленниками знати. Для аристократических республик как Древности, так и Средневековья характерно долгосрочное или пожизненное замещение государственных должностей. Поскольку в формировании высших органов власти участвовал узкий круг знати, в аристократических республиках появлялась тенденция к семейственности и наследственности при замещении государственных должностей.
Считается, что строй аристократической республики существовал в следующих государствах:
- Римская республика
- Венецианская республика
- Древняя Спарта
- Ганасангха[англ.] в Индии